# Пролив Фриза
Пролив Фри́за (яп. 択捉水道 — Эторофу суйдо) — пролив в Тихом океане, разделяет острова Уруп и Итуруп. Соединяет Охотское море и Тихий океан. Один из наиболее крупных проливов Курильской гряды. Находится в территориальных водах России, в Сахалинской области.
Длина около 30 км. Минимальная ширина 40 км. Максимальная глубина свыше 1300 м. Берег обрывистый, скалистый.
Солёность воды в проливе составляет от 33,0 до 34,3 промилле. Площадь поперечного сечения пролива составляет 17,85 км² (9,2 % от общей площади сечений проливов курильской гряды).
В проливе выделяется порог глубиной около 500 м. В северной части находятся бухта Байдарочная и залив Щукина. В пролив падает вода одного из высочайших водопадов России Илья Муромец.
Средняя величина прилива по берегам пролива 1,0 м. Пролив не замерзает в холодное время года, однако с февраля по март заполнен плавучими льдами.
Пролив назван в честь голландского мореплавателя Мартина Геритсона Де Фриза, первого европейца, исследовавшего пролив в 1643 году.
С 1855 по 1875 годы по проливу проходила государственная граница между Россией и Японией.

## См.также
- Курильские проливы